# GS25
GS25（全名：GS Retail Co., Ltd.），原名LG 25，是一個位於韓國的連鎖便利商店業者，於1990年2月起運作。2024年時在韓國全境擁有達16,900家分店，至2024年全球有17,500家分店。現為GS集团旗下的公司之一。

## 歷史
於1947年創業的LG集團，舊名稱是「樂喜化學工業」、「樂喜金星」，是專門製作並販賣牙膏起家的企業，是由「具氏」以及「許氏」兩大家族共同投資創立。隨著業務分家 LG,旗下創立 GS, LS, LIG 等次集團，而GS 集團獨立而出後將LG 25，改名為GS25，屬於GS Retail的品牌之一。目前為韓國的五大連鎖便利商店之一，2000年GS25在韓國顧客滿意度指數中排名第一且連續三年榮獲第一個最佳特許經營品牌獎和品牌力獎。
- 第一家LG25門市於1991年12月開設於京畿道，其後於1992年將便利店業務擴展至釜山；同年第100家店在Jangwi地區開業，其後逐漸將LG25展店到大邱，大田，全州和濟州
- 於2004年開始在韓國的郵局設立複合型的LG25便利店
- 2005年3月，隨著LG集團和GS集團的分離，品牌名稱由LG25變為GS25。
- 於2007年與Everland和Bennigan合作，並於2008年被評為便利店類別的超級品牌，不久之後獲得部長獎，並於2010年開設了第5000家GS25店。
- 在2013年在全球超過8000門店，並且與GS Retail的會員卡GS＆Point里程卡、T-money合作

他們最大的競爭對手是CU超商（韓國最大的便利店品牌，前身為FamilyMart），緊隨其後的是7-Eleven。

## 海外分店
2018年1月登入越南，在南部第一大城胡志明市開設第一家門市，至2025年，已經開設200多家門市，未來10年內計畫開設2500家門市。
2021年登入蒙古，并在首都乌兰巴托开设第一家门市，目前已开设100多家门市。

## 画廊

2005年至2019年使用
2019年开始使用
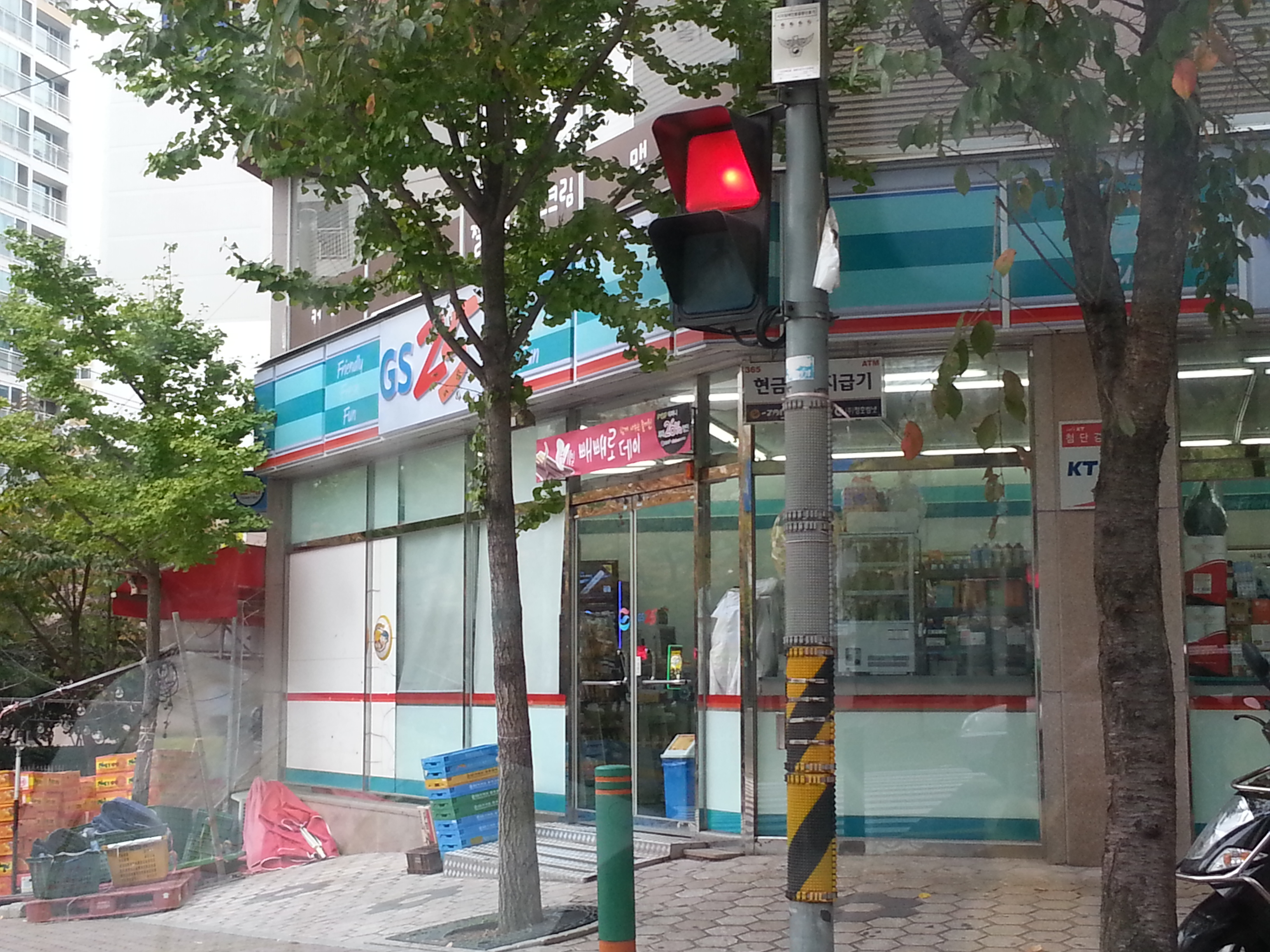
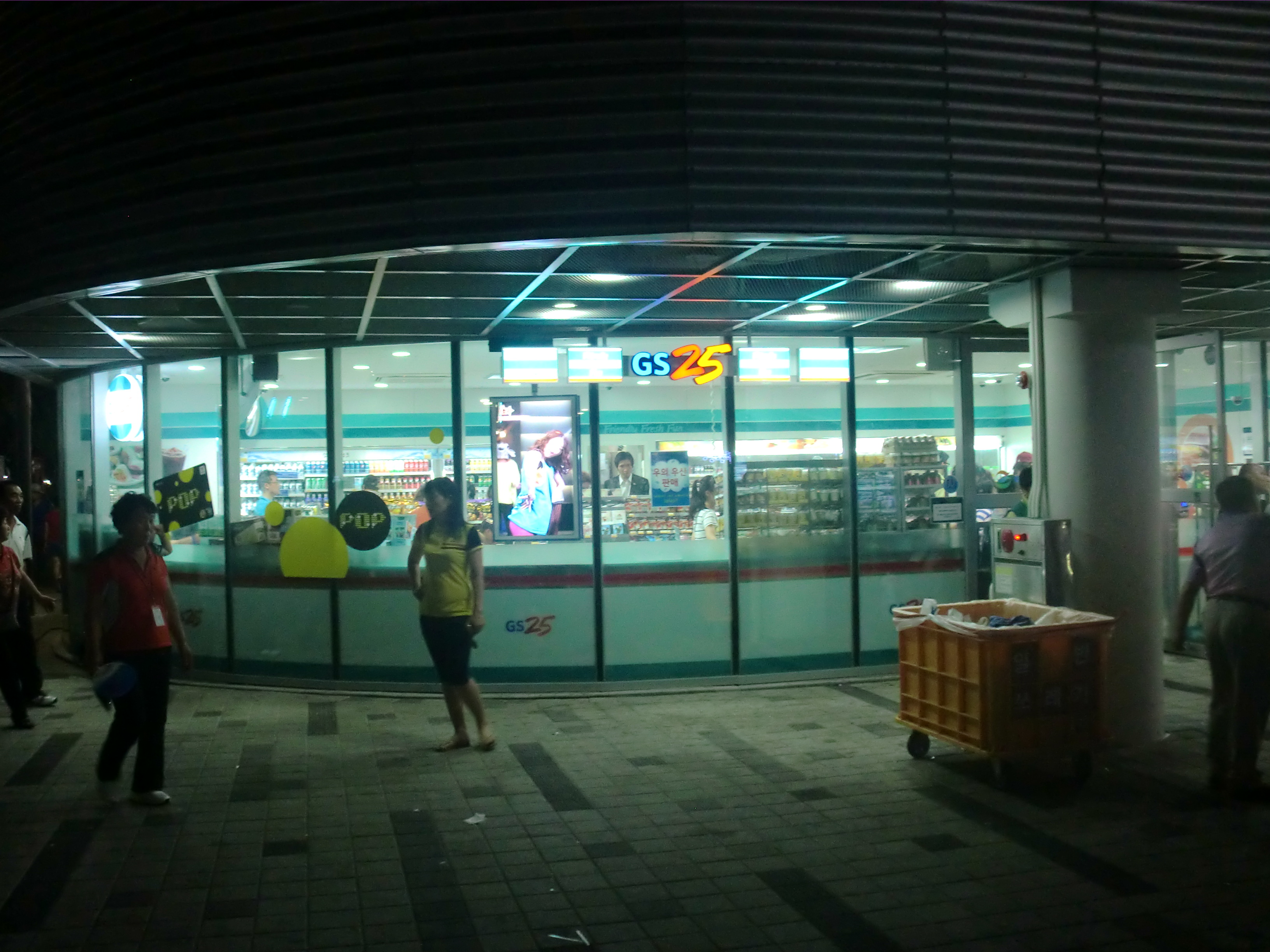
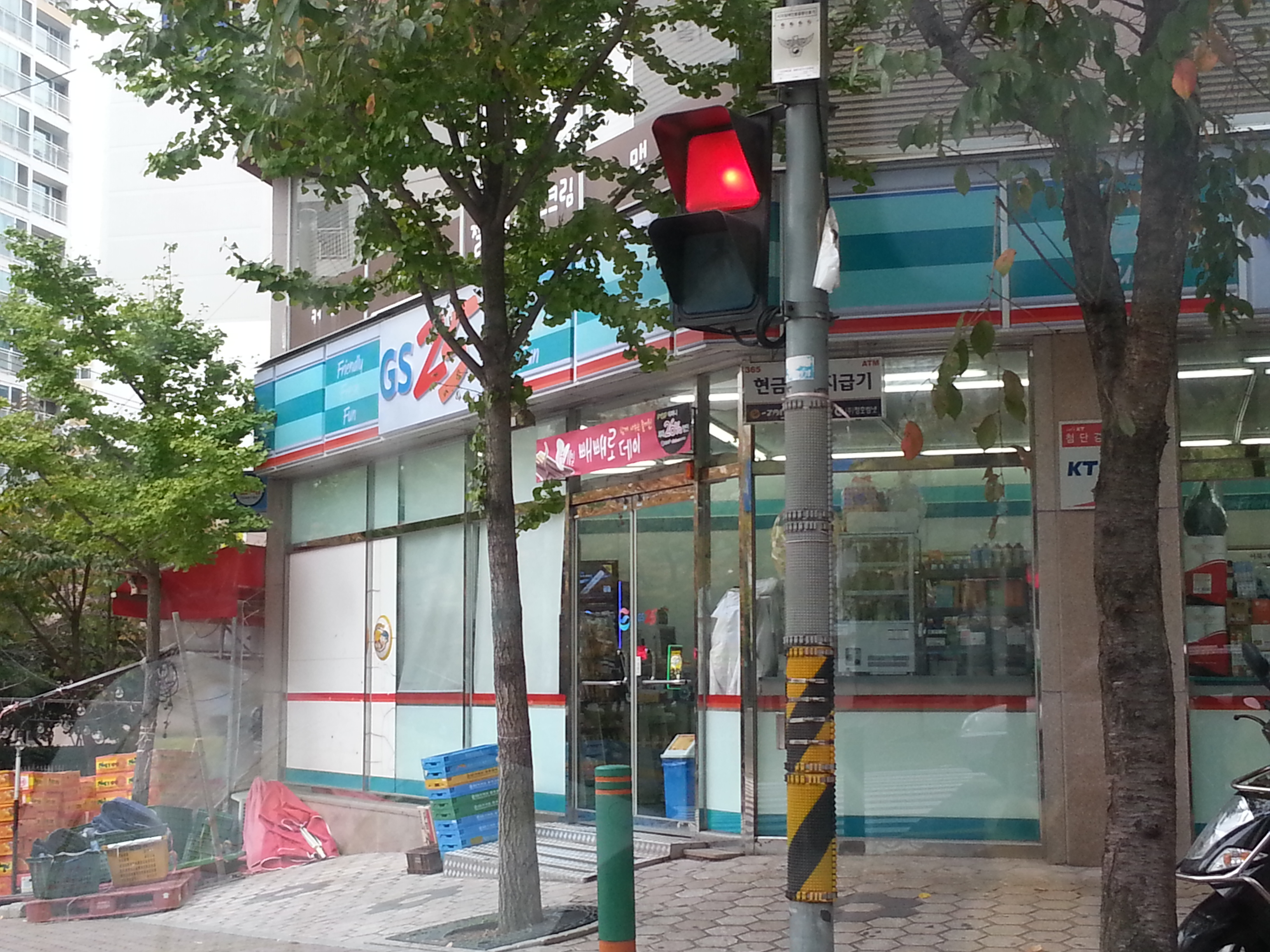
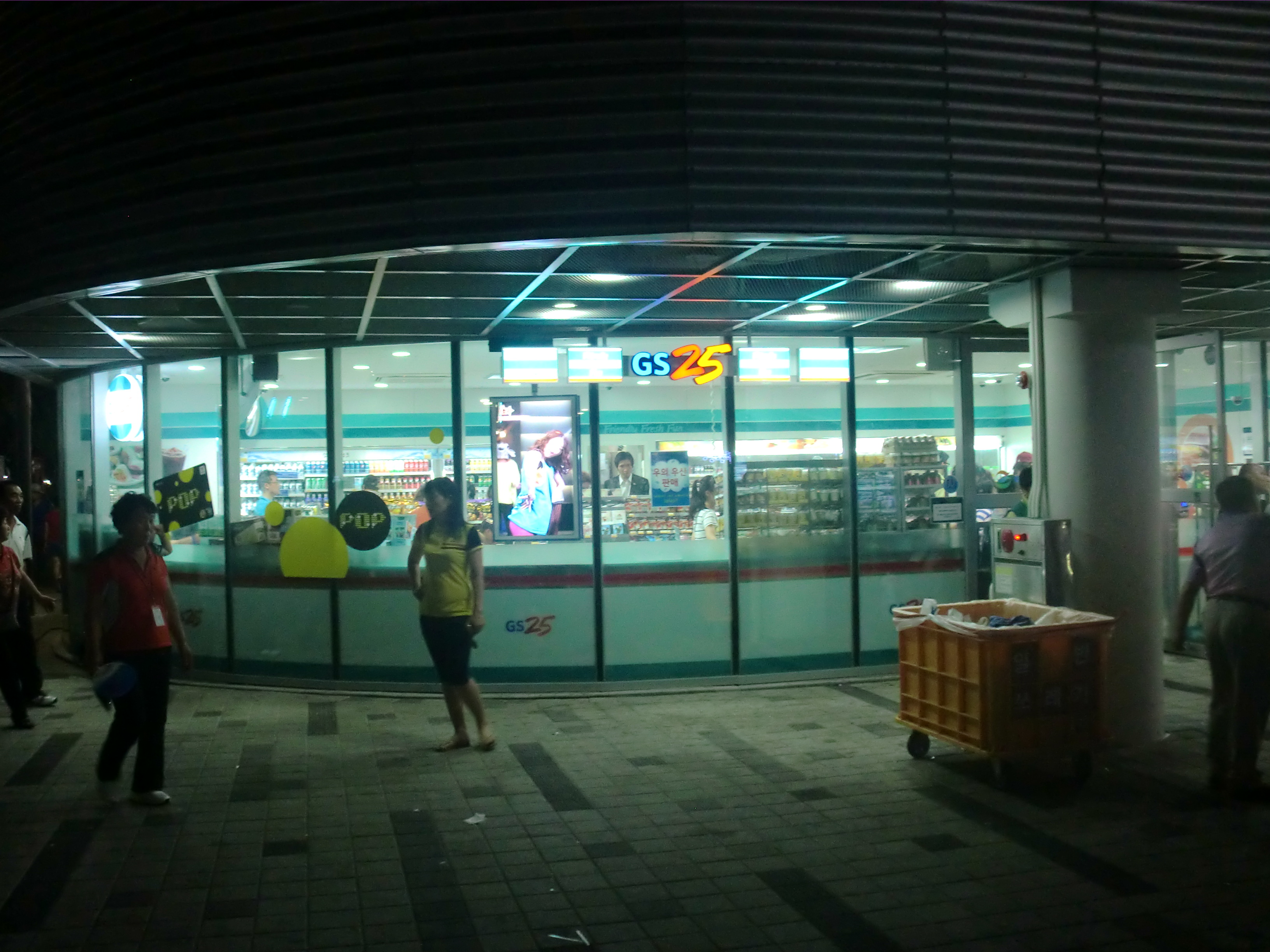
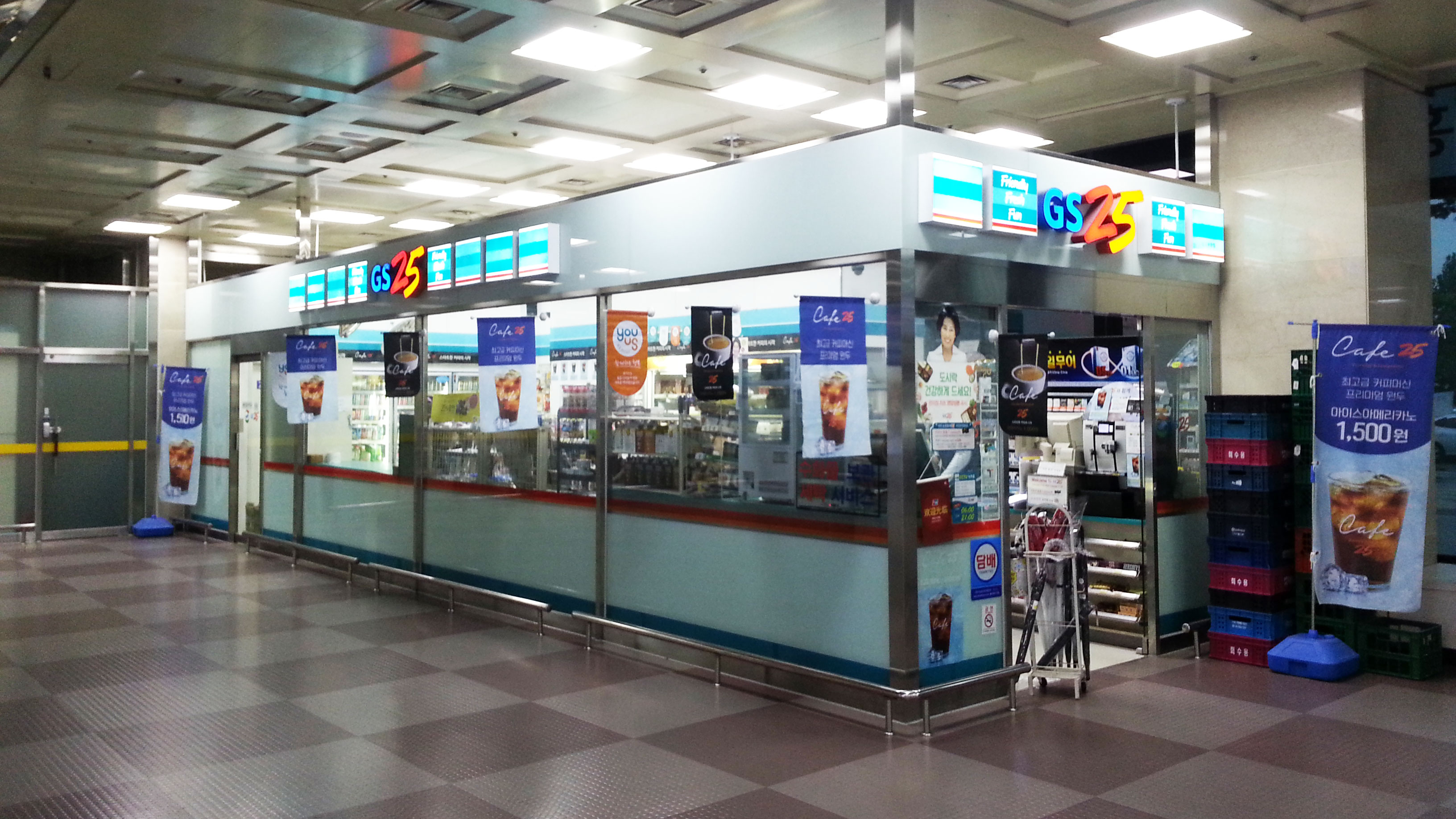
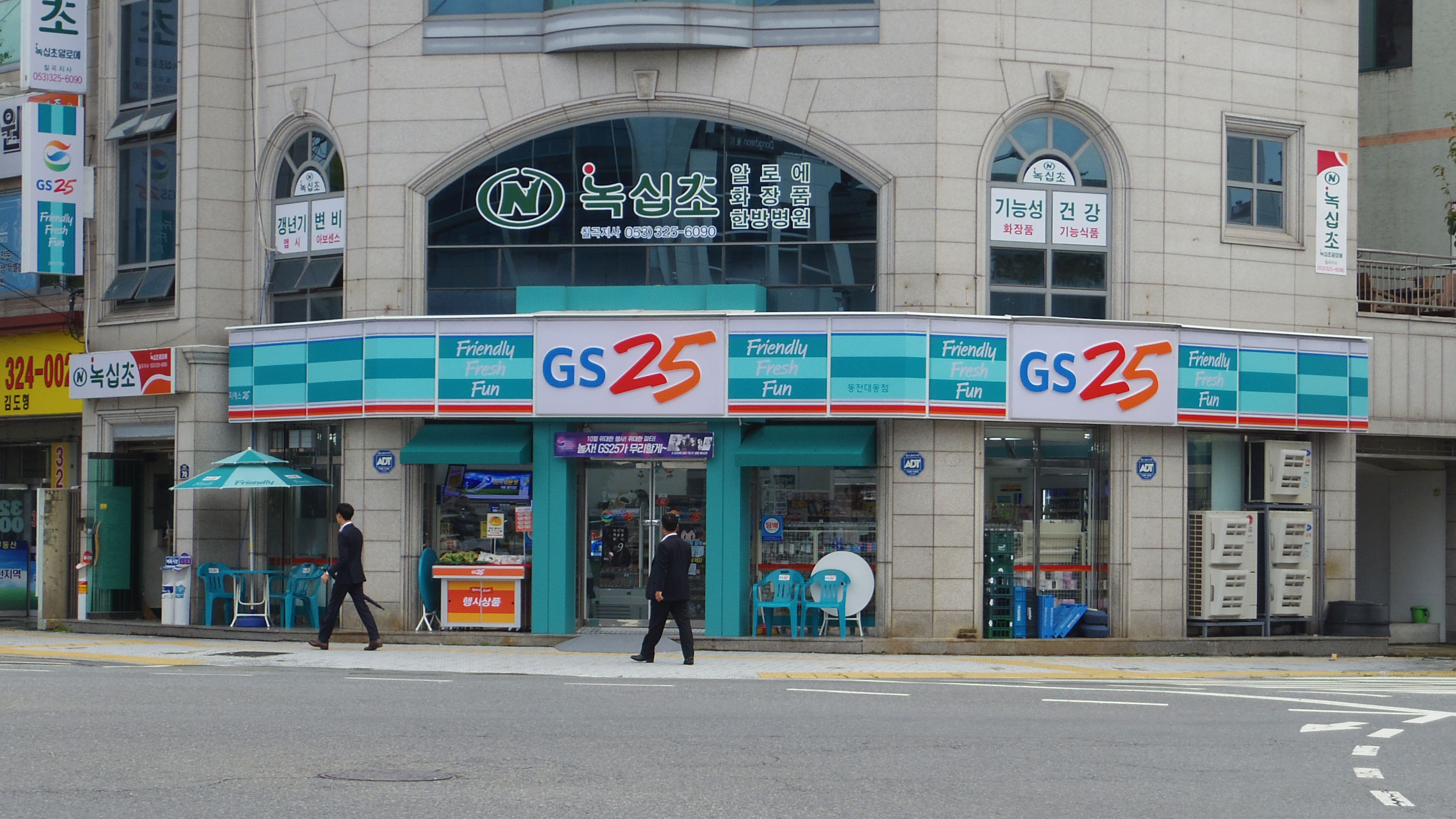
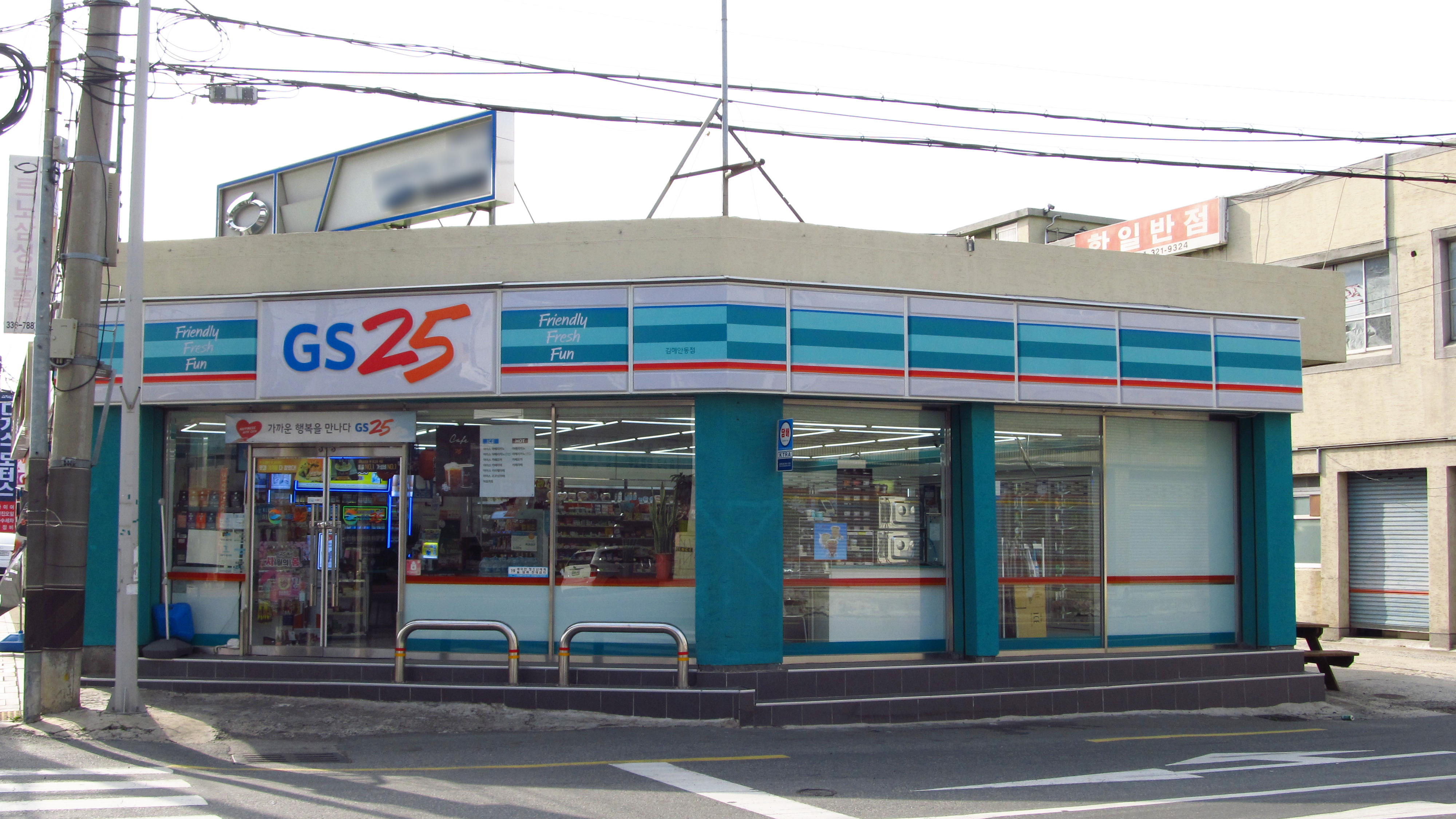
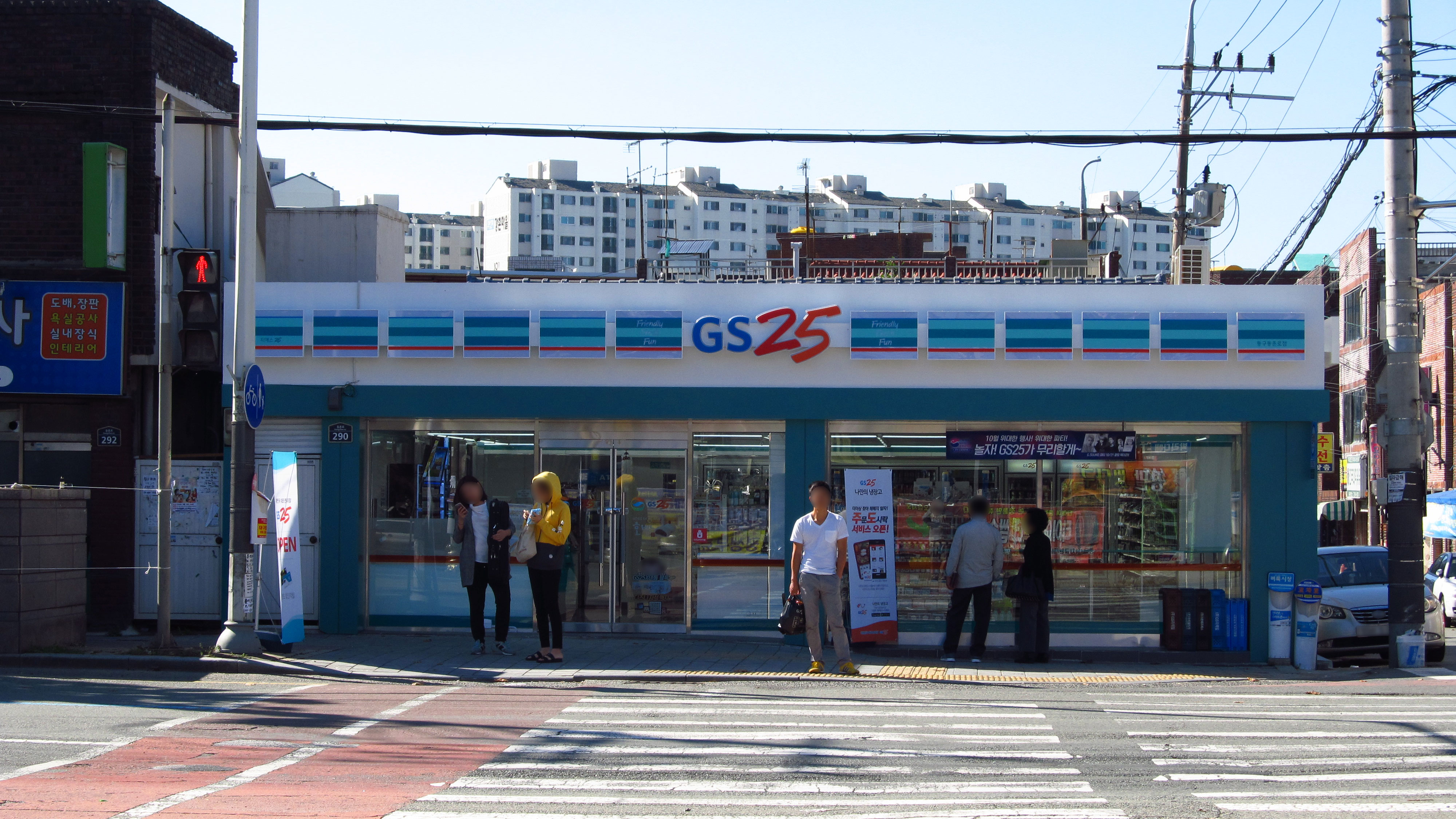
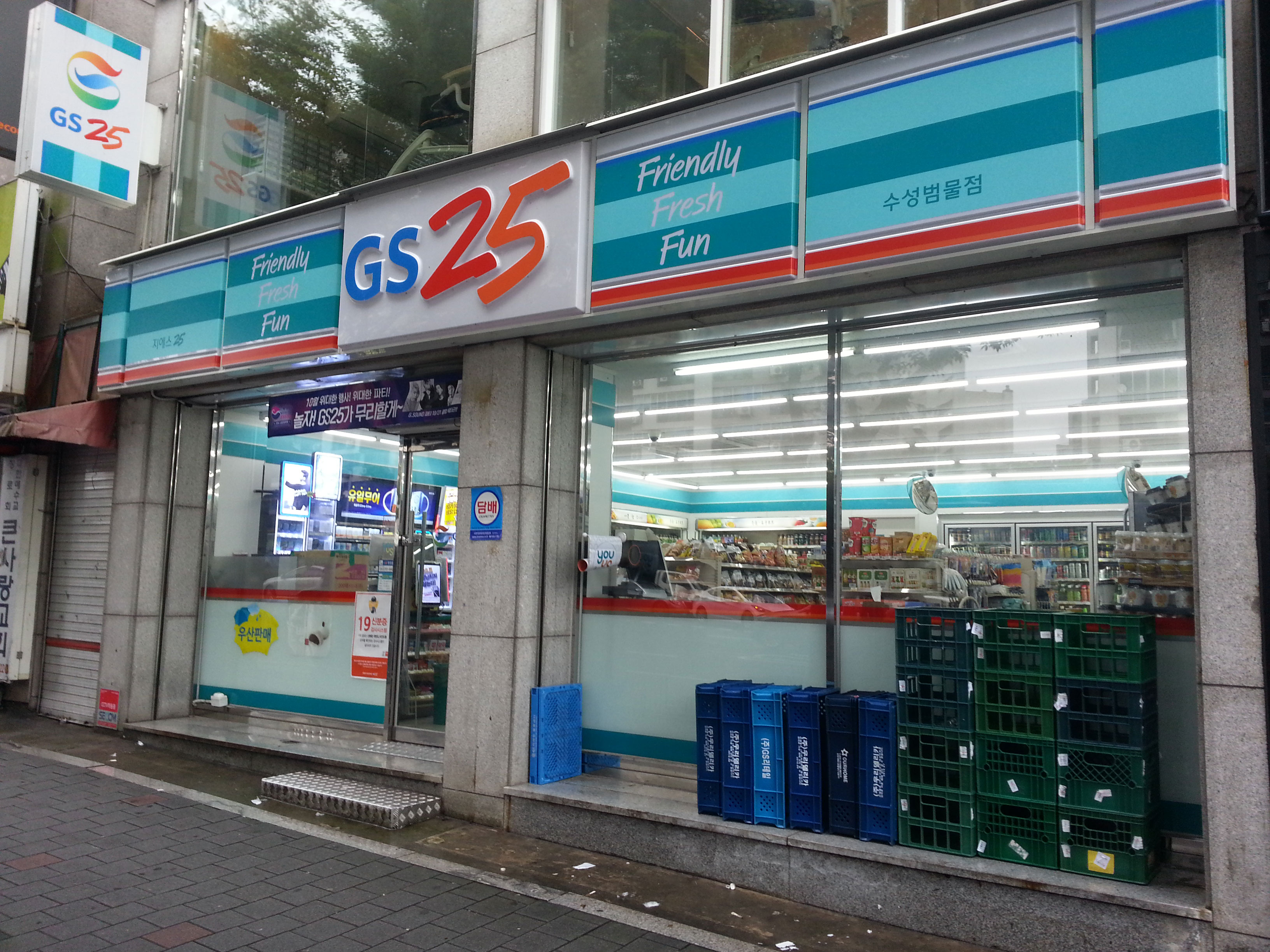
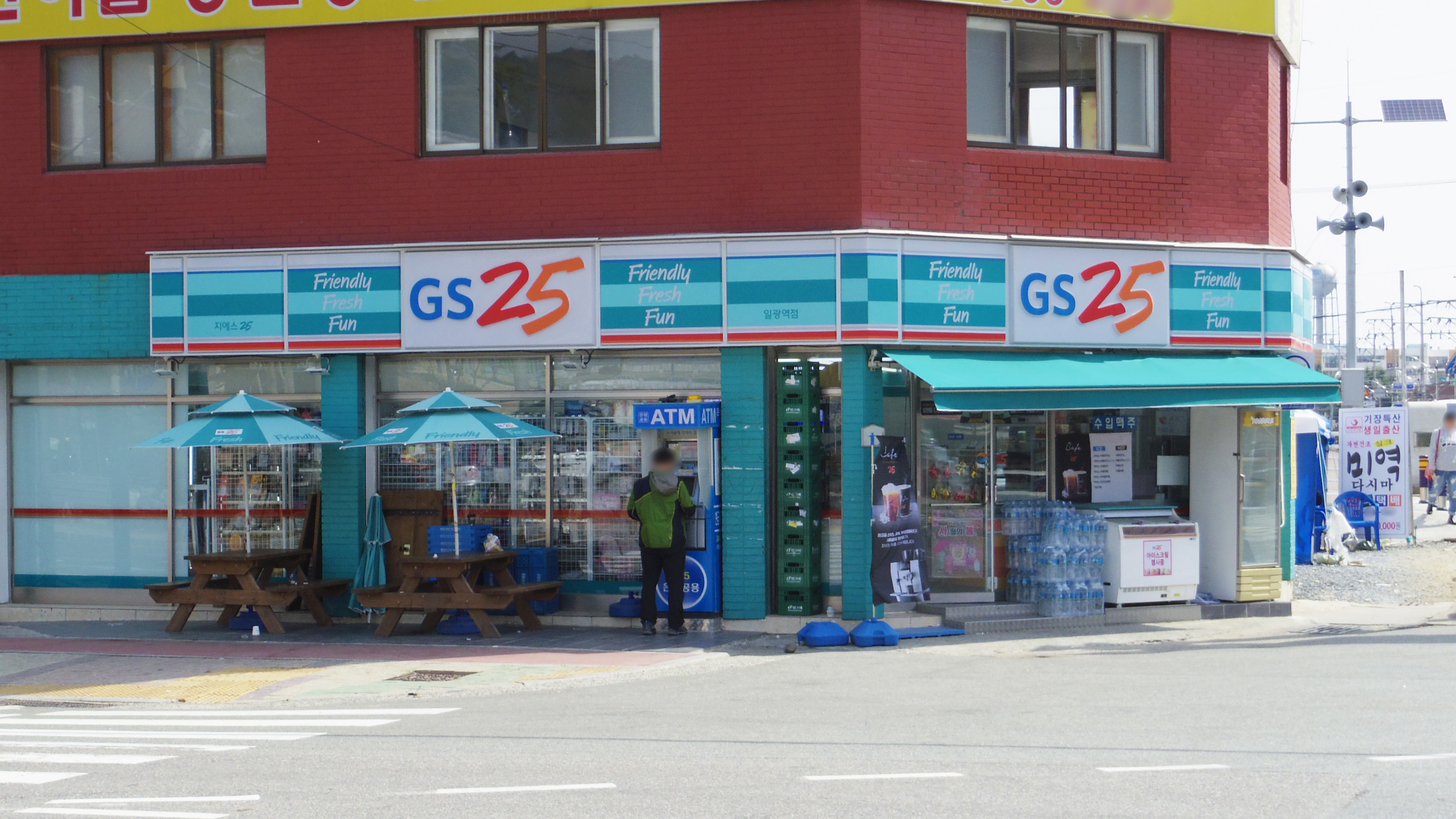
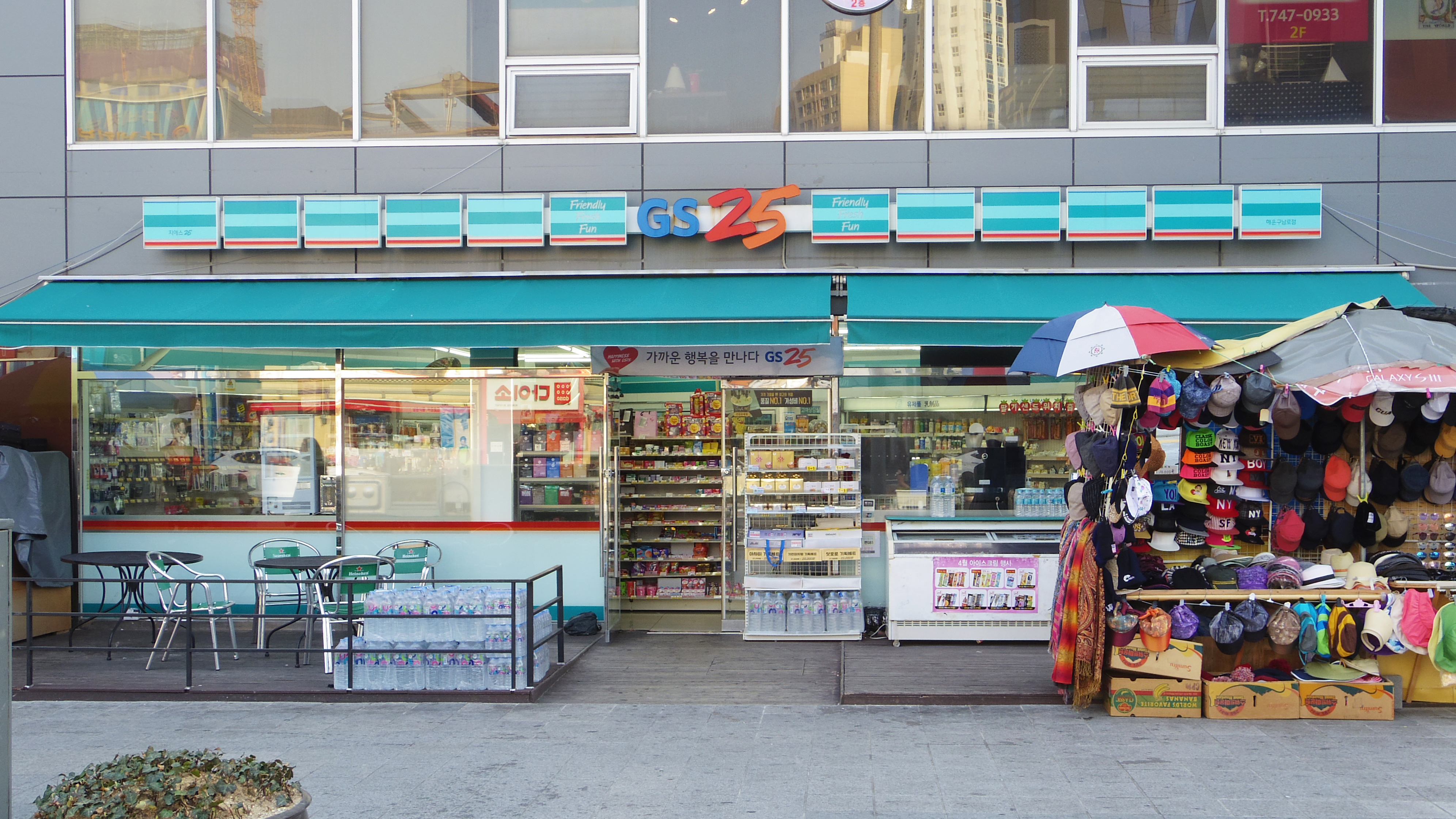
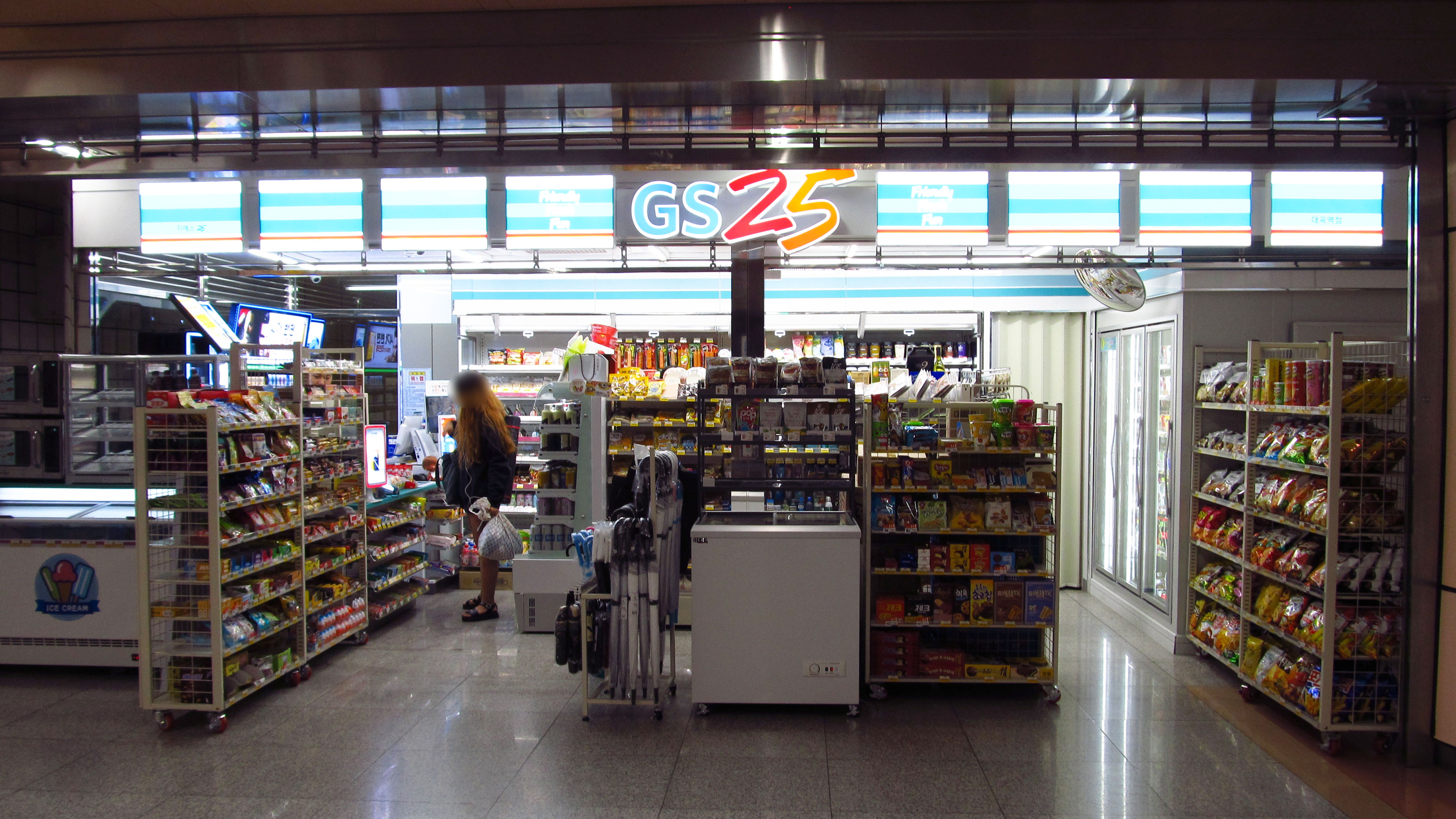
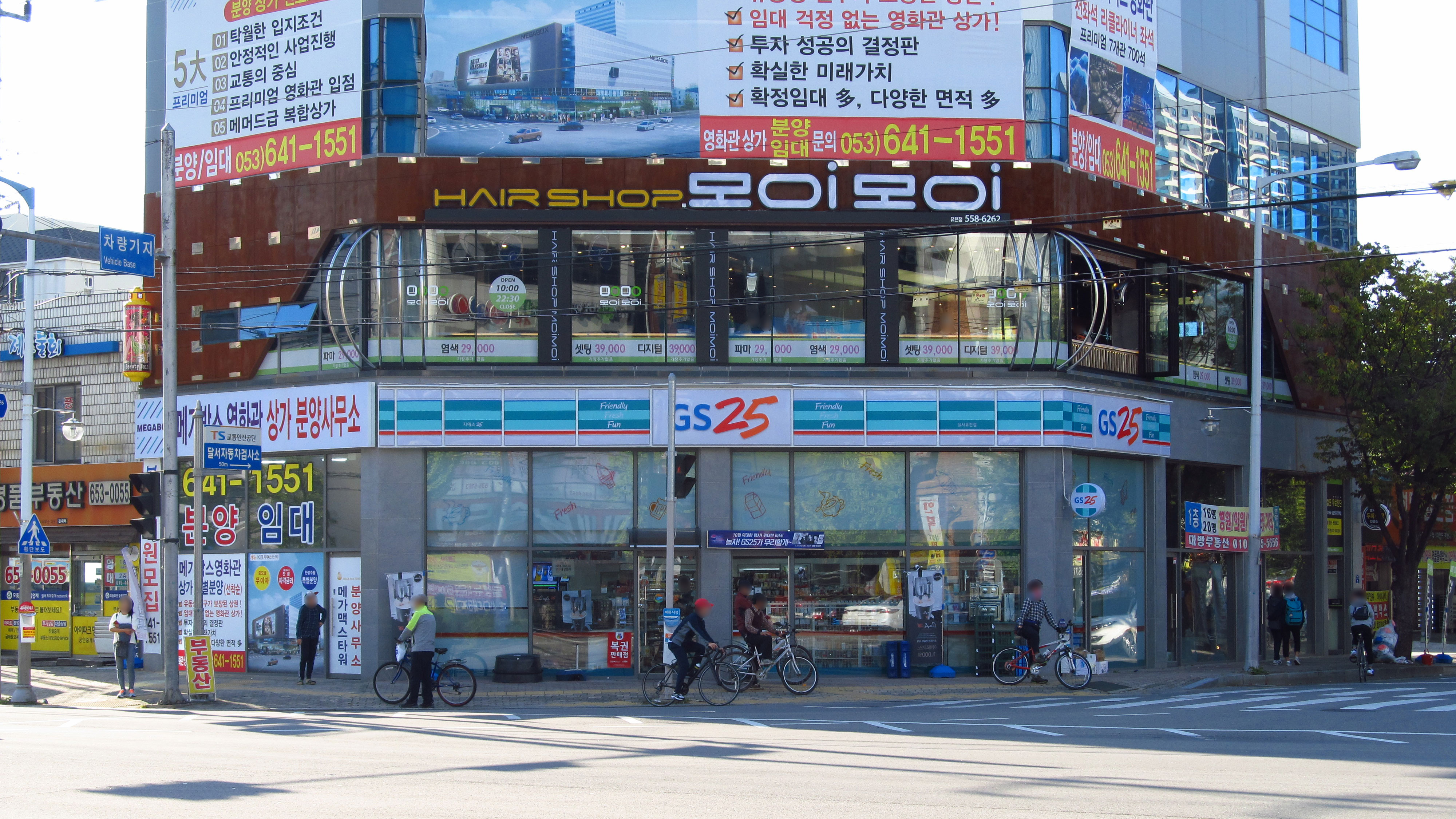
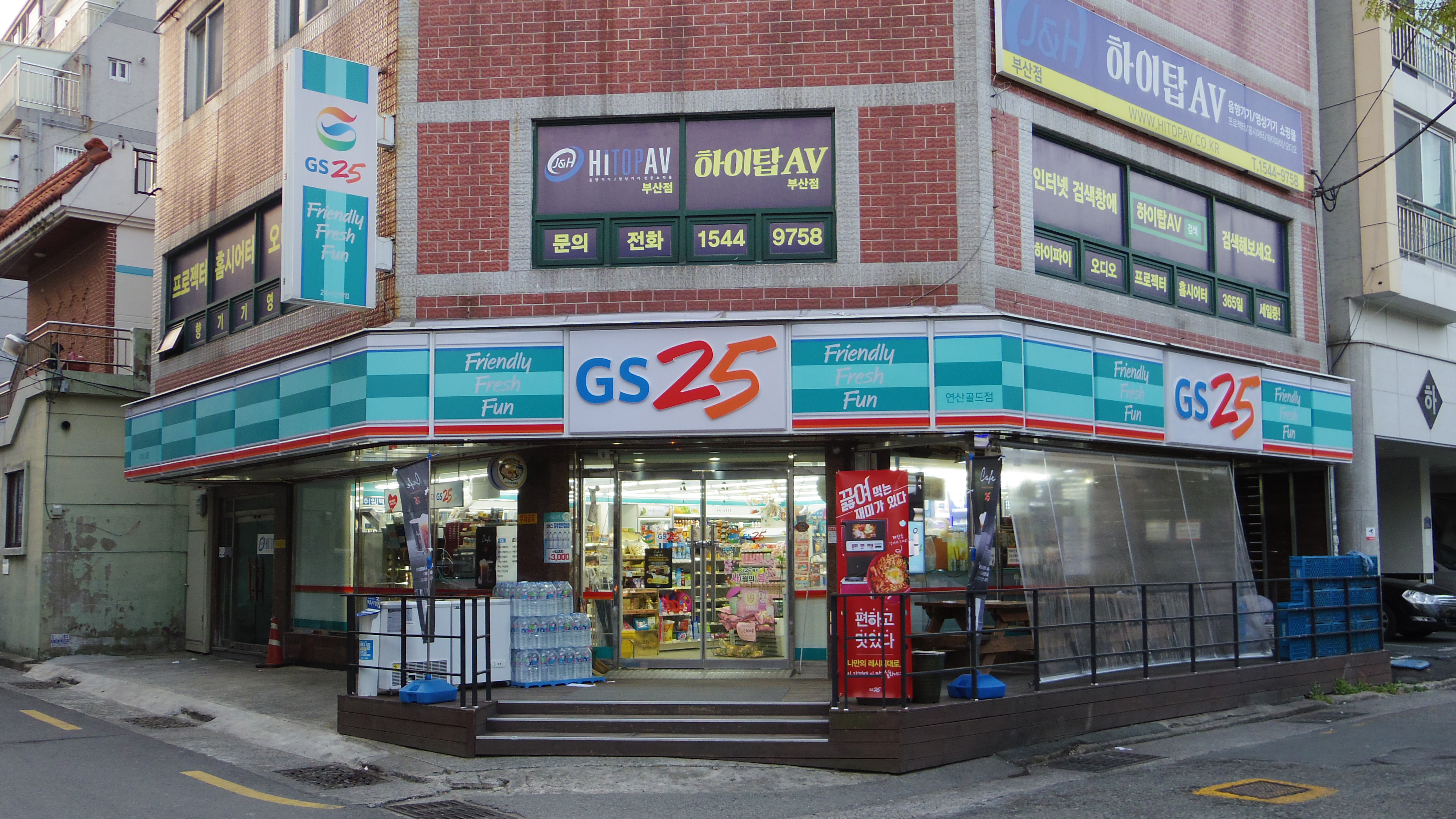
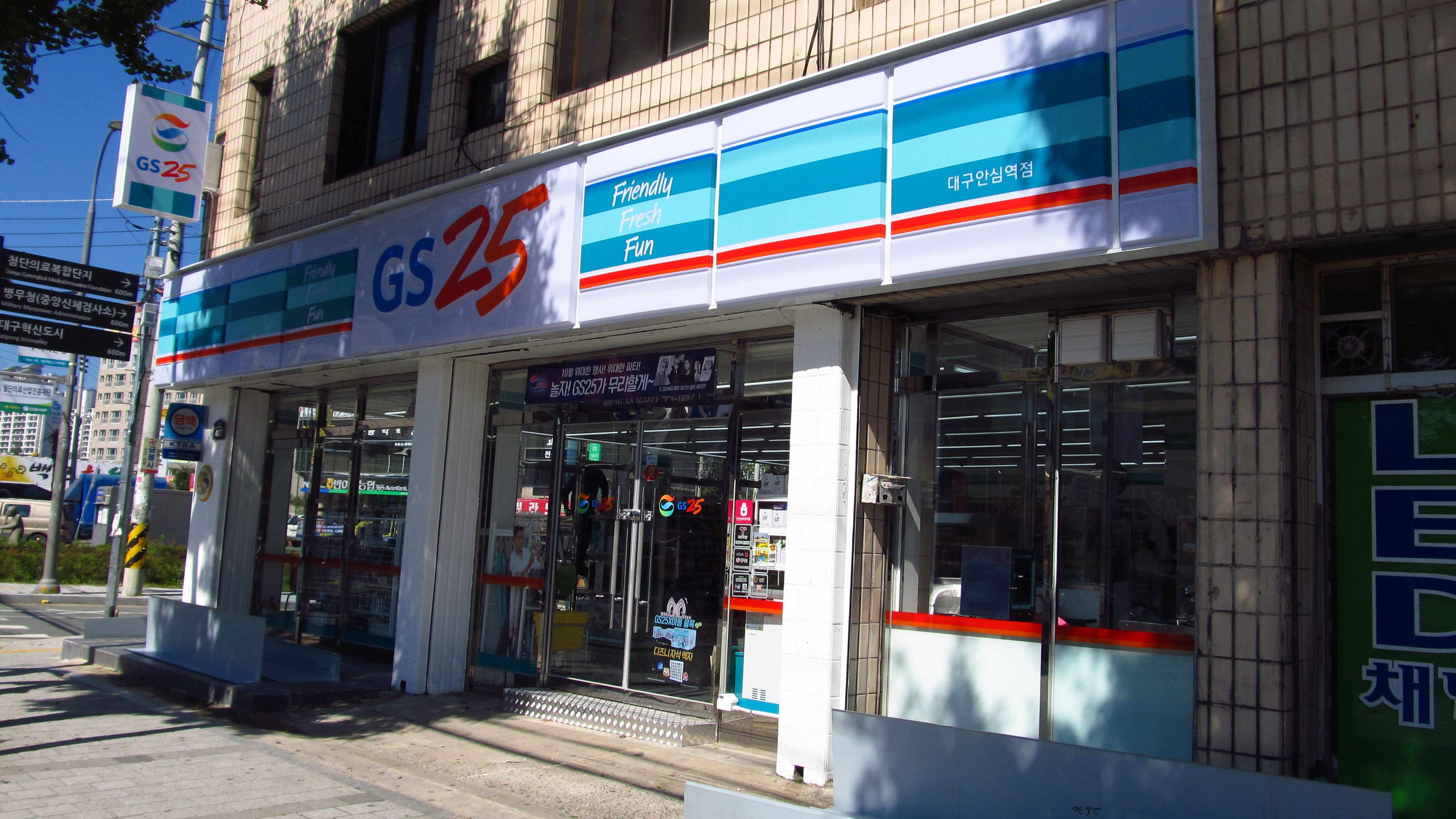
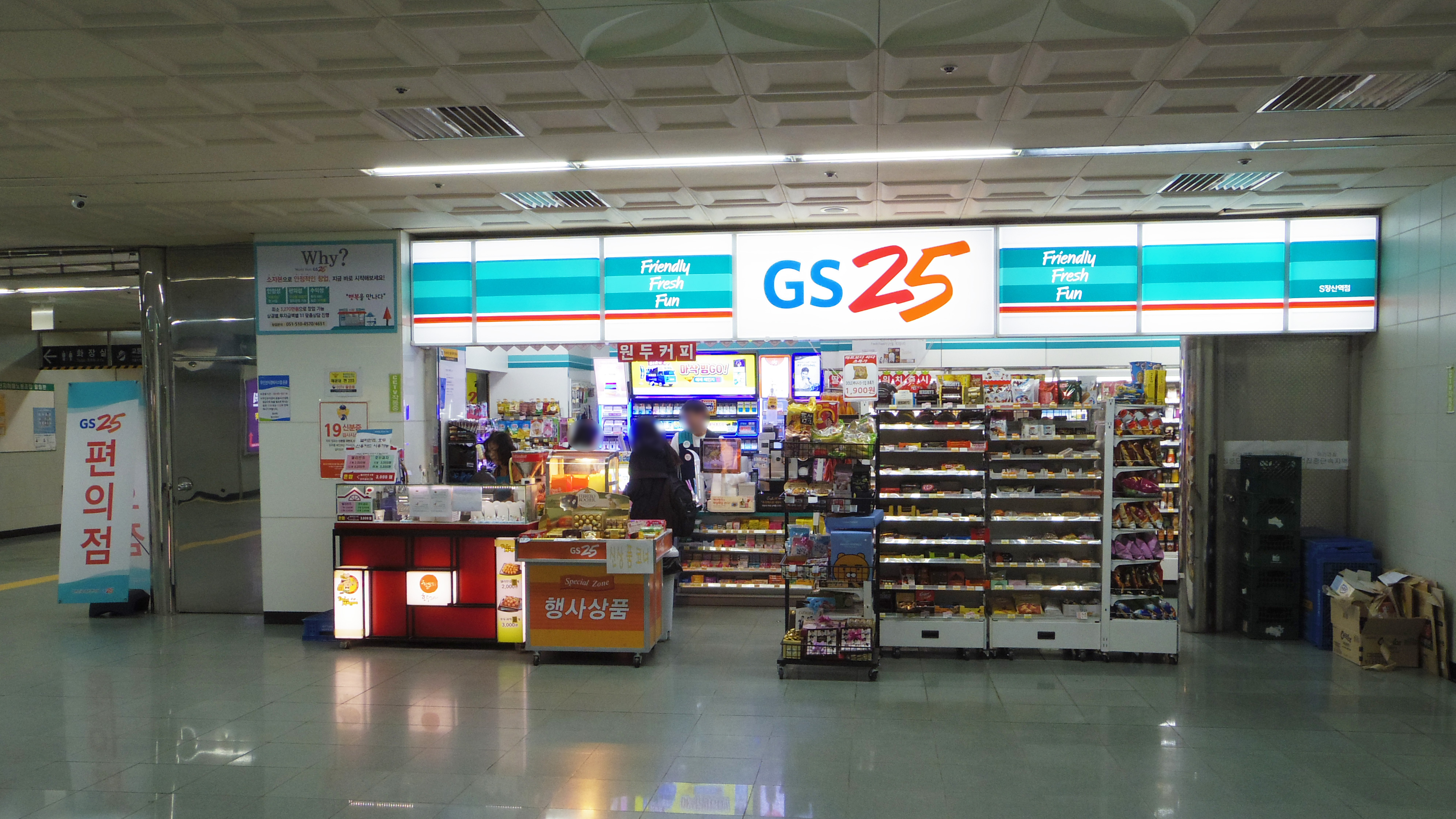
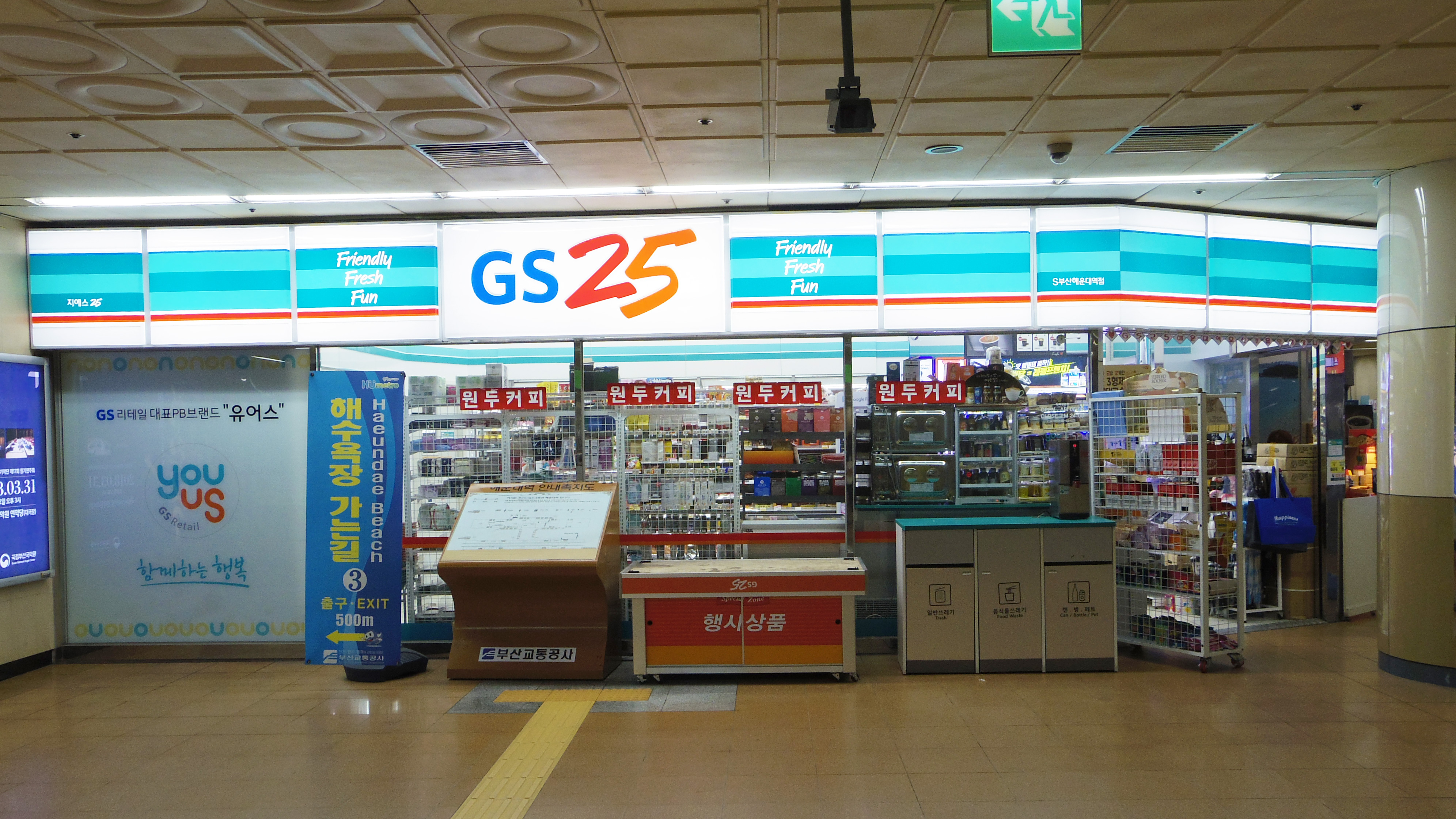
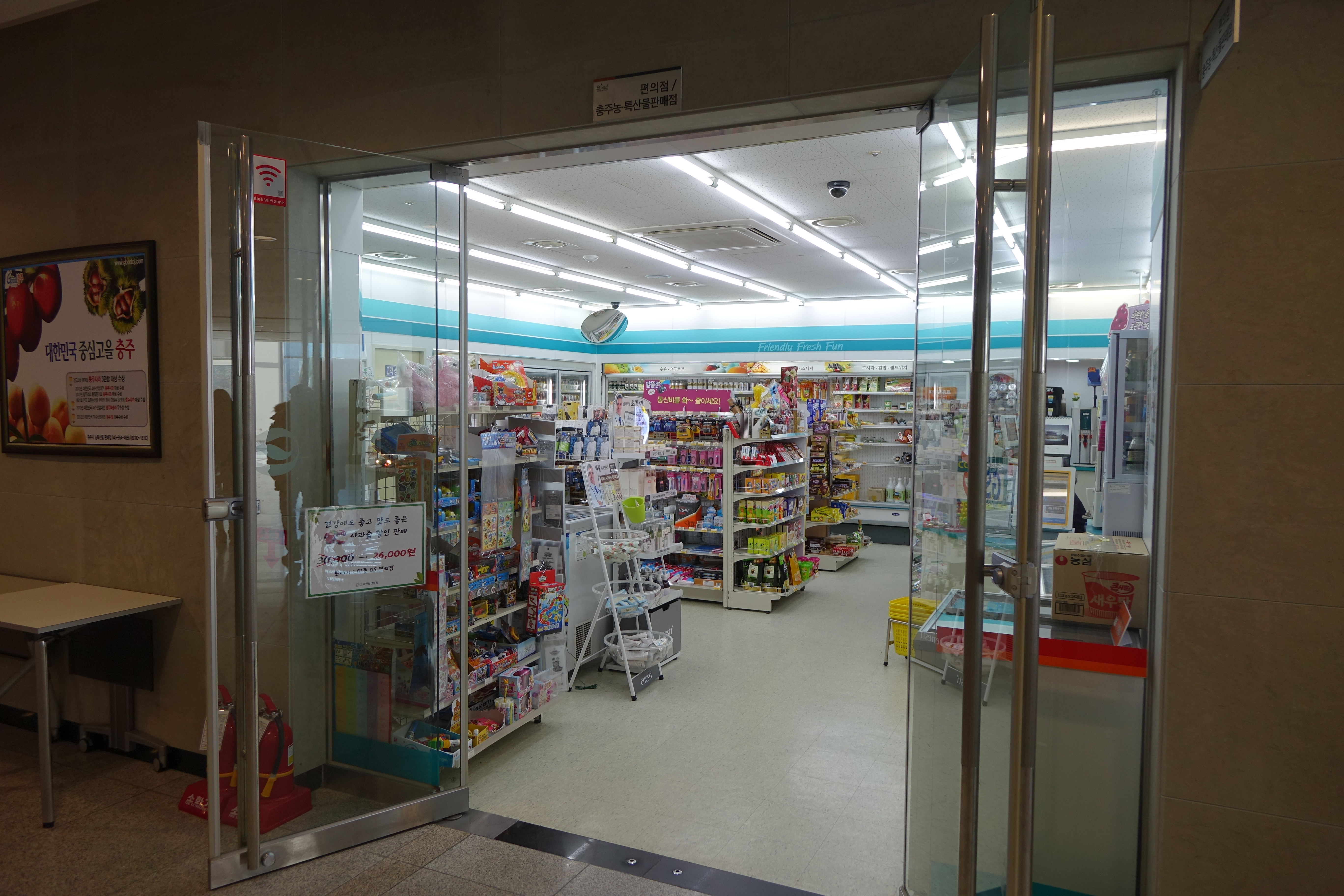
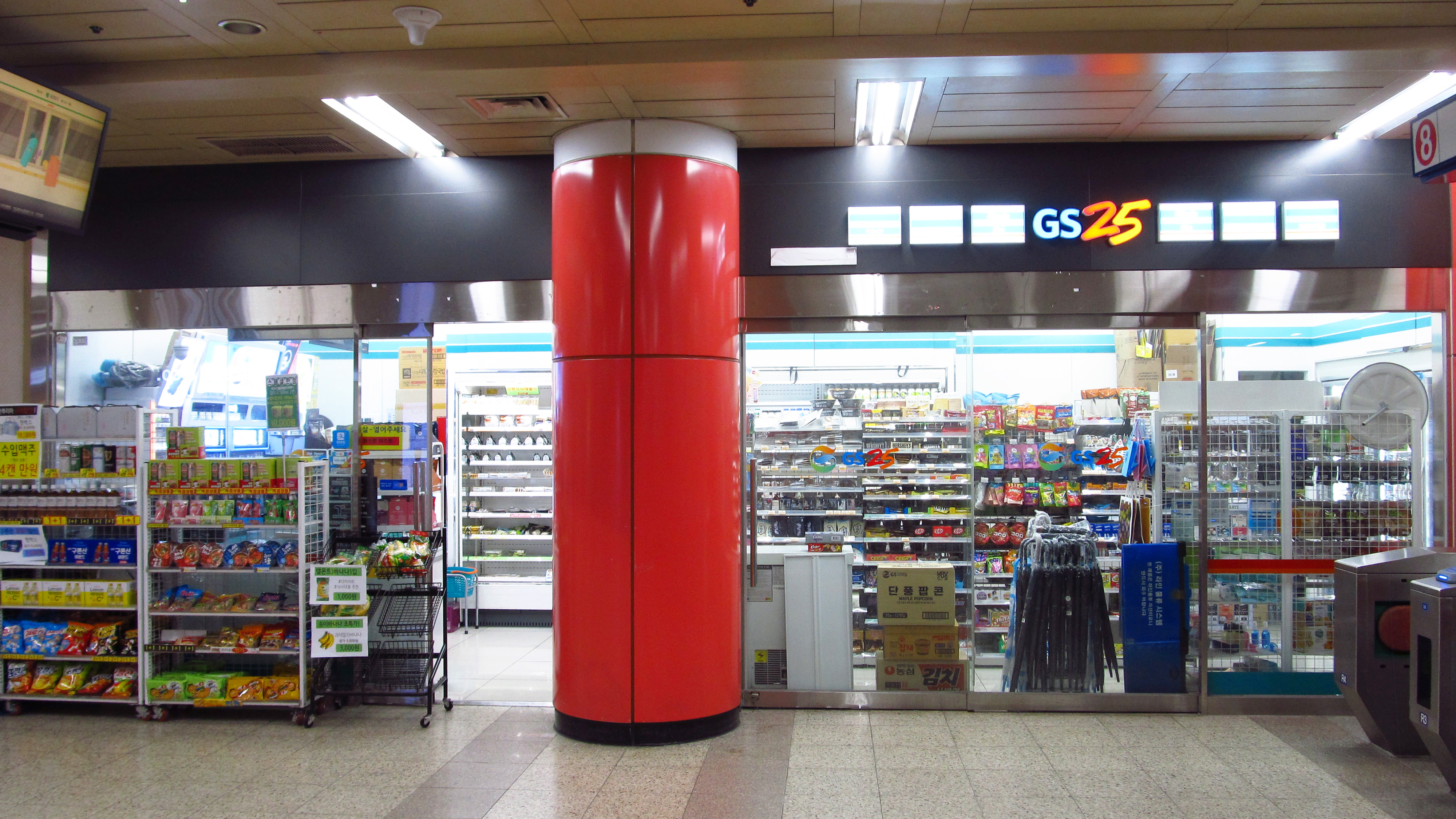
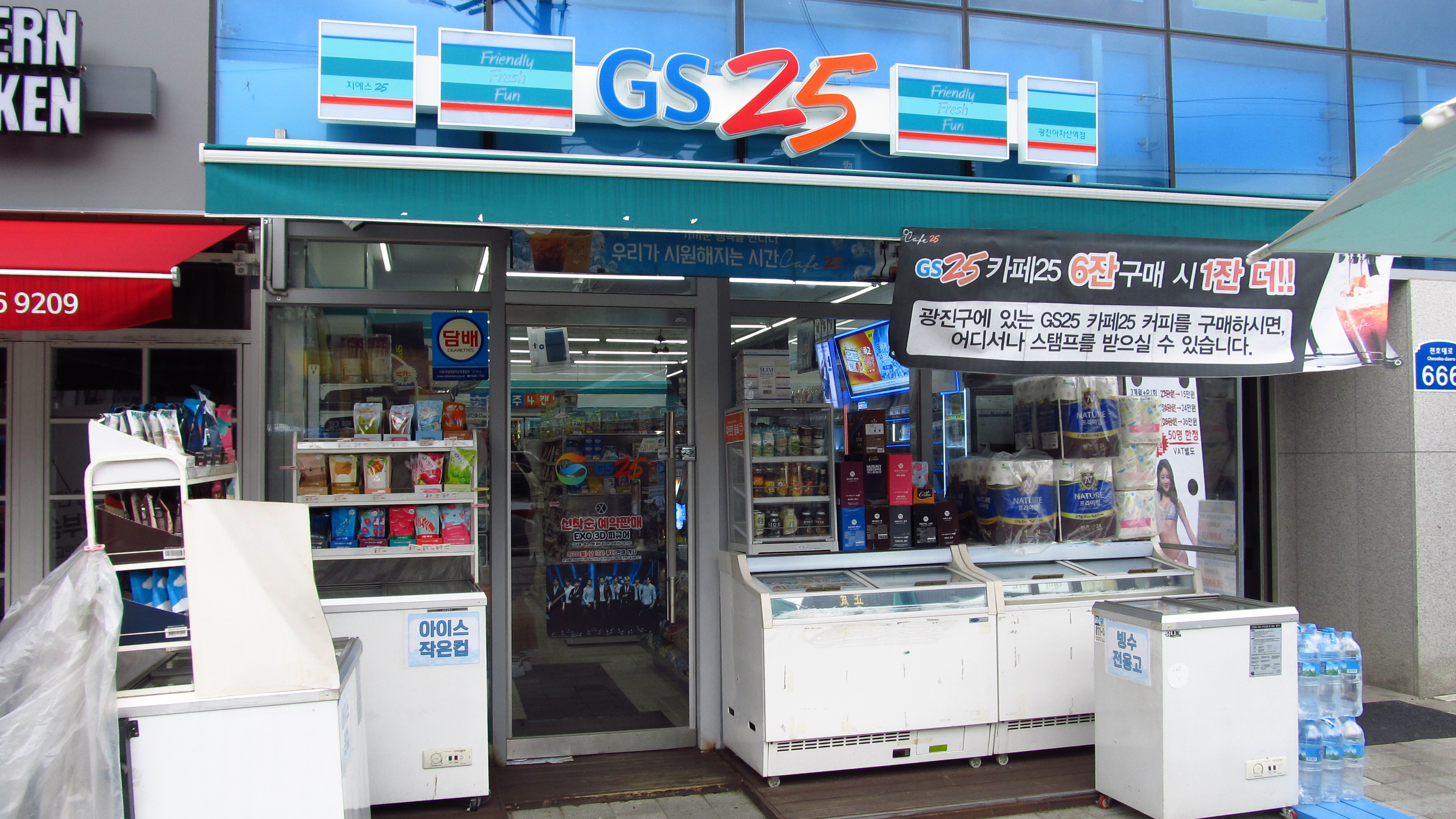

## 外部連結
- GS25 Site（页面存档备份，存于）